# Marie Remy
Marie Remy, född 21 november 1829 i Berlin, död 26 februari 1915 i samma stad, var en tysk målare av stilleben och blomsterstycken.
Remy var elev till såväl sin fader, målaren August Remy, som till dansken Theude Grønland och makarna Hermann och Hermine Stilke. Hon företog flera studieresor runt om i Europa, bland annat till Italien, Frankrike och Schweiz. Som konstnär var hon verksam i Berlin, där hon även undervisade i botanisk teckning. Hon var delaktig i grundandet av Föreningen för Berlins konstnärinnor 1867 och utnämndes 1911 till dess hedersledamot. Bland hennes verk finns albumen Kennst du das Land? och Blumen am Lebensweg samt ett tjugotal frukt- och blomsterstycken.